# Interstate 57
I-57 eller Interstate 57 är en amerikansk väg, Interstate Highway, i Missouri och Illinois.